# Rasmus Hansen
Rasmus Hansen (Flemløse, 13 gennaio 1885 – Viby, 3 luglio 1967) è stato un ginnasta danese.

## Palmarès

### Olimpiadi
- 1 medaglia:
  - 1 argento (Stoccolma 1912 nel concorso svedese a squadre)